# Pluma mantélica

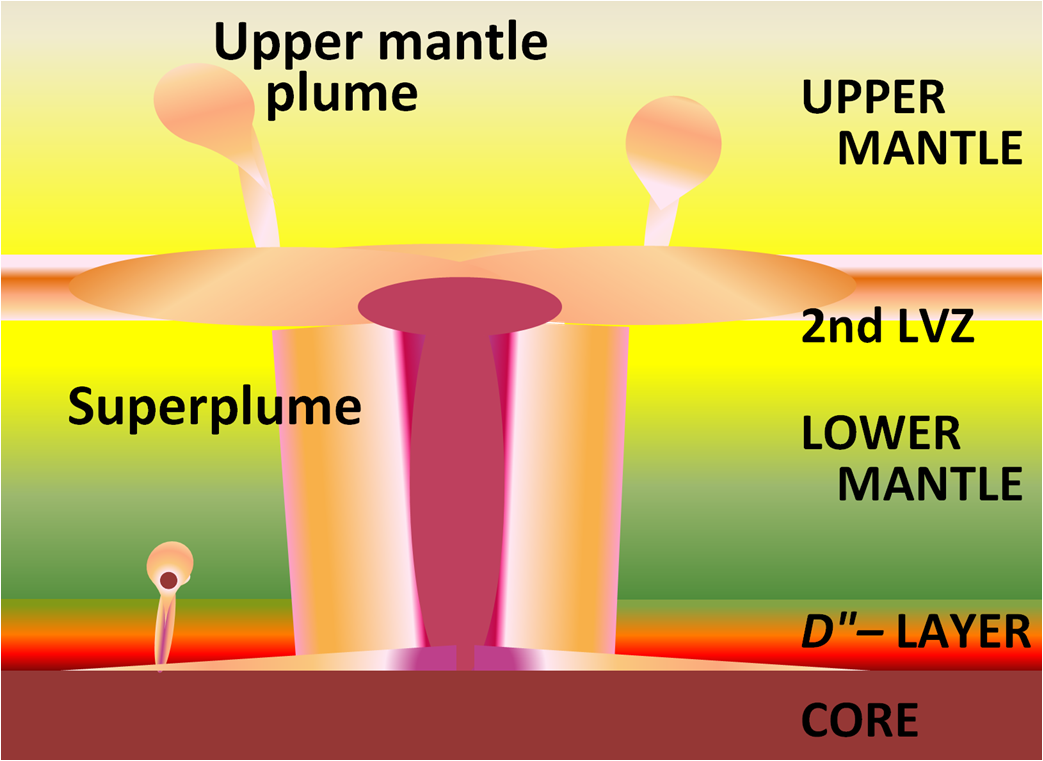
Esquema de uma superpluma mantélica, mostrando o escape de magma do núcleo, atravessando o manto terrestre até chegar à superfície na forma de supervulcões e erupções explosivas (legendas em inglês)

Pluma mantélica é um fenómeno geológico que consiste na ascensão de um fluxo térmico desde as regiões mantélicas profundas até às regiões infracrustais da Terra. É bastante comum acharmos que a pluma consiste em um grande volume de magma ascendente no manto, porém isto não é verdade devido a grande pressão a qual o manto esta submetido, tornando impossível que este material entre em fusão. O fluxo térmico (pluma) só é capaz de fundir as rochas do manto astenosférico e do manto superior litosférico, criando a partir deste ponto, um fluxo de magma ascendente. O fenômeno foi proposto pela primeira vez por J. Tuzo Wilson em 1963.
O fato é explicado pela influência da temperatura sobre a densidade daquele material. O interior da Terra é quente devido ao constante decaimento radioativo dos minerais lá existentes. O gradiente geotérmico, portanto, aponta no sentido do aumento da temperatura à medida que caminhamos para as profundezas do globo.
A densidade de um corpo é representada matematicamente por uma relação entre sua massa e o volume ocupado: {\displaystyle d=m/v}, (onde d é densidade, m a massa e v o volume). Isso explica a tendência de um corpo para se afundar ou flutuar relativamente a um meio de densidade constante, de acordo com a temperatura, pois na medida em que a temperatura dilata os corpos, aumenta-lhes o volume, pelo que o valor da densidade do mesmo diminui, fazendo-o flutuar. O contrário também é válido: à medida que a pluma mantélica se aproxima de regiões mais superficiais, a temperatura diminui, e a densidade do magma aumenta., pois para a mesma quantidade de material, a massa é sempre a mesma. Com isso, o magma desce de novo em direcção às profundezas do planeta.
Este fenómeno cria células de convecção (circulação) do magma no manto, explicando a movimentação relativa das placas tectónicas.
É possível visualizar este fenômeno, colocando um recipiente cheio de água ao calor (no fogão por exemplo), colocando um material leve, como um pequeno cartão na água. Verifica-se assim que a água aqueça, que o cartão vai subindo e descendo continuamente pela ação dos processos acima descritos.